# Petauke (Sambia)
Petauke, auch Old Petauke oder Petauka, ist eine Stadt mit 58.156 Einwohnern (2022) an der Great East Road in der Ostprovinz in Sambia. Sie liegt etwa 1020 Meter über dem Meeresspiegel und ist Sitz der Verwaltung des gleichnamigen Distrikts. Die Entfernung nach Lusaka beträgt 380 Kilometer, nach Chipata 130 Kilometer. Dominierende Sprache ist Nsenga.

## Geschichte
Petauke war seit dem 17. Jahrhundert ein portugiesischer Vorposten und Handelsplatz für Elfenbein aus den Bangweulusümpfen und dem Luangwatal sowie im 19. Jahrhundert eine Station für die Postläufer nach Norden.

## Wirtschaft
Im Gebiet zwischen Katete und Petauke werden Aquamarine (wasserblau und grün) gefunden, die 800 US-Dollar pro Karat erzielen. Es gibt Kalksteinvorkommen.

## Infrastruktur
Die Great East Road führt durch Petauke. Ein Weg mit vielen Bächen, doch ohne jede Brücke, führt nach Mfue am Südluangwa-Nationalpark. Dort findet sich die Flatdogs Lodge, die sich wie alle anderen Lodges an und in diesem Park auf den beachtlich steigenden Tourismus eingestellt hat. Dort existiert ein Flugfeld. In Petauke gibt es eine Tankstelle, ein Hotel, Grund- und Sekundarschulen und das Covenant College sowie in Minga Mission das kirchliche Minga Hospital.

## Demografie
| Jahr | Einwohnerzahl |
| ---- | ------------- |
| 1990 | 8148          |
| 2000 | 14.578        |
| 2010 | 29.728        |
| 2022 | 58.156        |

## Persönlichkeiten
- Severinah Abdon Potani (1919–1993), römisch-katholischer Ordensgeistlicher, Bischof von Solwezi